# Струмень (гмина)
Струмень (пол. Strumień) — городско-сельская гмина (волость) в Польше, входит как административная единица в Цешинский повет, Силезское воеводство. Население — 11 841 человек (на 2004 год).

## Демография
| Перепись                       | Всего   | Всего | Женщины | Женщины | Мужчины | Мужчины |
| ------------------------------ | ------- | ----- | ------- | ------- | ------- | ------- |
| Единицы                        | человек | %     | человек | %       | человек | %       |
| Население                      | 11 841  | 100   | 5946    | 50,2    | 5895    | 49,8    |
| Плотность населения (чел./км²) | 202,8   | 202,8 | 101,8   | 101,8   | 100,9   | 100,9   |

## Поселения
1. Струмень
2. Прухна
3. Дрогомысль
4. Заблоце
5. Бонкув
6. Збыткув

## Соседние гмины
1. Гмина Хыбе
2. Гмина Дембовец
3. Гмина Гочалковице-Здруй
4. Гмина Хажлях
5. Гмина Павловице
6. Гмина Пщина
7. Гмина Скочув
8. Гмина Зебжидовице